# Послесловие (фильм)
«Послесло́вие» — советский фильм 1983 года режиссёра Марлена Хуциева по мотивам рассказа Юрия Пахомова «Тесть приехал». Дуэт Ростислава Плятта и Андрея Мягкова представляет драматическую ситуацию: приехавший к дочери и зятю старик сталкивается с равнодушием детей.

## Сюжет
В качестве литературного первоисточника выступил короткий рассказ «Тесть приехал» писателя Юрия Пахомова. 
В Москву, в гости к дочери приезжает с юга Алексей Борисович — 75-летний отец. Но дочь уехала в командировку. Тестя встречает зять, взявший отпуск для работы над диссертацией.
Два представителя разных поколений и взглядов на жизнь проводят вместе несколько дней. Алексей Борисович, бывший военврач-хирург, в ожидании дочери коротает время, общаясь со своим зятем Владимиром, периодически встречаясь со старыми друзьями и прогуливаясь по Москве, в которой провёл довоенную молодость. 
Зять отмечает про себя необыкновенную ребяческую восторженность старика по любому поводу, которая странным образом его раздражает. Однажды весенним вечером случилась гроза, которая привела старика в неописуемый восторг. Он был так возбуждён, что Владимир даже сделал несколько фотоснимков тестя на фоне открытого окна. На следующий день работа у Владимира не идёт, он часто курит и пьёт кофе. Старик говорит зятю, что тому явно не нравится его работа, и что ему следует избавиться от лишних вещей в кабинете и заняться спортом, чтобы повысить свою производительность. 
В одном из эпизодов тесть рассказывает, как он будучи на войне, двое суток без перерыва оперировал раненых на корабле, который постоянно бомбили немцы. К счастью, ни одна бомба не попала в корабль. За этот подвиг ему обещали орден, который, из-за суматохи военного времени так и не вручили. Тем не менее, командир корабля подарил ему опасную бритву фирмы Золинген, которой старик пользовался всю жизнь.
В другом эпизоде зять предлагает Алексею Борисовичу сходить куда-нибудь развлечься. Старик решает пойти в цирк. Владимир достаёт ему билет на вечернее выступление в новом цирке на проспекте Вернадского, однако тесть по рассеянности приходит в старый цирк на Цветном бульваре, куда его, естественно, не пускают. Разочарованный, Алексей Борисович возвращается домой. 
В завершающей сцене вечером старик исчезает, подозрительным образом прихватив с собой дублёнку и шапку зятя. Тот обзванивает милицию и справочную несчастных случаев, но безрезультатно. Совсем поздно старик возвращается подвыпивший с бутылкой шампанского. Он говорит, что встретил старых друзей, с которыми провёл весь вечер. На следующий день он решил улететь домой.
Утром Владимир отвозит тестя на аэровокзал, а затем торопится на учёный совет. Вечером в квартире он испытывает странную внутреннюю пустоту.

## В ролях
- В фильме только два героя: Алексей Борисович и Владимир. Артисты, игравшие в эпизодах, в титрах не указаны.
- Голос по телефону озвучил артист Феликс Яворский.
- В ленте также снялся Юрий Сенкевич в роли самого себя.

## Съёмки
- На роль Алексея Борисовича режиссёр Хуциев первоначально пригласил Леонида Оболенского[1].
- Телевизионная премьера фильма состоялась в ГДР 20 декабря 1984 года[2].

## Музыка
- В начале и конце фильма звучит первая часть сонаты для фортепиано № 14 Людвига ван Бетховена. В фильме ещё звучит Сицилиана И. С. Баха.